# 2004年9月逝世人物列表
2004年逝世人物列表：1月 - 2月 - 3月 - 4月 - 5月 - 6月 - 7月 - 8月 - 9月 - 10月 - 11月 - 12月
2004年9月逝世人物列表，是用于汇总2004年9月期间逝世人物的列表。

## 依日期排序

### 1日
- 肯尼斯·基思（Kenneth Keith），卡斯爾拉克男爵（Baron Keith），88歲，英國生活同齡人，勞斯萊斯（Rolls-Royce），比查姆集團（Beecham Group）和STC的董事長。[1]
- 德爾卡什，80歲，伊朗歌手和演員。
- Kaye Elhardt，69歲，美國電視女演員。
- 赫伯特·哈夫特（Herbert Haft），84歲，美國藥劑師和商人，充血性心力衰竭。[2]
- 艾哈邁德·庫夫塔羅（Ahmed Kuftaro），89歲，敘利亞大穆夫提，心臟病發作。
- 艾倫·斯圖爾特（Alan Stewart），86歲，紐西蘭教育家和大學行政人員。

### 2日
- 湯姆·卡彭（Tom Capone），38歲，巴西音樂製作人和吉他手，交通事故。
- 比利·大衛斯（Billy Davis），72歲，美國詞曲作者、唱片製作人和商業歌曲作家（我想給世界買一瓶可樂）。[3]
- Kieth Engen，79歲，美國歌劇男低音歌手。[4]
- 鲍勃·埃文斯（Bob O. Evans），77歲，美國計算機科學家。[5]
- Wilhelm Koch-Hooge，88歲，德國演員。[6]
- 唐納德·萊斯利（Donald Leslie），93歲，美國音訊工程師，萊斯利揚聲器的發明者。
- 弗朗切斯科·曼德（Francesco Mander），88歲，義大利指揮家和作曲家。[7]
- 约安·奥罗（Joan Oró），80歲，西班牙生物化學家。[8]
- 馮達·菲爾普斯（Vonda Phelps），89歲，美國兒童舞臺女演員，雜耍表演者和舞蹈家。
- Paul Shmyr，58歲，加拿大NHL曲棍球運動員，喉癌。[9]
- 羅斯·斯利夫卡（Rose Slivka），85歲，美國作家、評論家和編輯。[10]
- Eleni Zafeiriou，88歲，希臘電影女演員。[11]

### 3日
- Archer Blood，81歲，美國職業外交官和學者。[12]
- 亞尼斯·卡尼迪斯（Yanis Kanidis），74歲，俄羅斯體育教師，被車臣極端分子殺害。
- 安德列·斯蒂爾（André Stil），83歲，法國小說家，短篇小說作家，偶爾的詩人和政治活動家。[13]
- Frenchy Uhalt，94歲，美國棒球運動員（芝加哥白襪隊）。[14]

### 4日
- 乔治·贝尔德（George Baird），97歲，美國短跑運動員。[15]
- 薩米拉·貝利爾（Samira Bellil），31歲，法國女權主義活動家，穆斯林女孩和婦女權利活動家，胃癌。[16]
- 沃爾特·坎貝爾（Walter Campbell），83歲，澳大利亞法官、行政長官和州長。[17]
- 阿方索·福特，33歲，美國歐洲籃球聯賽運動員，白血病。
- Serge Marquand，74歲，法國演員，白血病。[18]
- Moe Norman，75歲，加拿大PGA和加拿大巡迴賽高爾夫球手，充血性心力衰竭。
- 詹姆斯·佩奇（James O. Page），68歲，美國緊急醫療服務主管，心臟病發作。[19]
- 大衛王，本名王再得，39歲，台灣廣播節目主持人、台北國際社區廣播電台首位台籍DJ，肝癌。

### 5日
- 溫斯頓·安格林（Winston Anglin），42歲，牙買加足球運動員，交通事故。[20]
- 雷德·科克倫（Red Cochran），82歲，美國橄欖球運動員，後來的NFL球探。[21]
- 傑拉爾德·曼麗丘（Gerald Merrithew），73歲，加拿大政治家和聯邦內閣部長，癌症。
- 傑拉德·皮爾（Gerard Piel），89歲，美國科學作家和編輯（《科學美國人》），中風。[22]

### 6日
- 安東尼奧·科波拉（Antonio Corpora），95歲，突尼西亞裔義大利畫家。[23]
- Netzahualcóyotl de la Vega，73歲，墨西哥工會領袖和政治家。
- 莫雷·倫納德·塞爾（Morey Leonard Sear），75歲，美國法官（美國路易士安那州東區聯邦地區法院地區法官）。[24]
- 哈威·惠勒（Harvey Wheeler），85歲，美國政治學家和作家（Fail-Safe），癌症。[25]

### 7日
- 阿什法克·艾哈邁德（Ashfaq Ahmad），79歲，巴基斯坦作家、劇作家和廣播員，膽囊癌。[26]
- 鮑勃·博伊德（Bob Boyd），84歲，美國職業棒球大聯盟球員，第一位與芝加哥白襪隊簽約的黑人球員。[27]
- 列夫·布爾查爾金，65歲，蘇聯足球運動員和俄羅斯教練。[28]
- 柯克·福特斯（Kirk Fordice），70歲，美國政治家，自1874年以來第一位密西西比州共和黨州長，白血病。
- Fritha Goodey，31歲，英國女演員（About a Boy），自殺。
- 拜尔斯·诺德（Beyers Naudé），89歲，南非神學家和反種族隔離活動家。[29]
- Miriam Pires，78歲，巴西女演員，弓形蟲病。
- 龚秋霞，85歲，中國女演員、歌手。
- 哈爾·雷尼夫，66歲，美國棒球運動員（紐約洋基隊，紐約大都會隊）。[30]
- 穆尼爾·賽義德·塔利布（Munir Said Thalib），38歲，印尼人權活動家，砷中毒。
- L.E. White，74歲，美國格萊美獎得主、詞曲作者、歌手和音樂家。

### 8日
- 約翰·F·博爾特（John F. Bolt），83歲，二戰和朝鮮戰爭期間的美國海軍陸戰隊飛行王牌。
- 弗朗西斯·伯特（Francis Burt），86歲，澳大利亞法學家。[31]
- 理查·吉恩特·巴特勒，86歲，美國白人至上主義者，雅利安民族的創始人，心力衰竭。[32]
- 馬蒂亞斯·普拉茨·卡涅特（Matías Prats Cañete），90歲，西班牙廣播電視記者，腎病。[33]
- 穆罕默德·尤素福（Mohammad Jusuf），76歲，印度尼西亞方將領。
- 雷蒙·马塞兰（Raymond Marcellin），90歲，法國政治家，內政部長（1968-1974）。[34]
- Bror Mellberg，80歲，瑞典足球運動員。[35]
- 水上勉，85歲，日本小說、傳記和戲劇作家。[36]
- Dan Spătaru，64歲，羅馬尼亞歌手，心臟病發作。
- 曼努埃爾·瑪麗亞·費爾南德斯·特謝羅，74歲，西班牙詩人和學者。[37]
- 弗蘭克·湯瑪斯（Frank Thomas），91歲，美國動畫師（《灰姑娘》《小鹿斑比》《淑女與流浪漢》），腦溢血。[38]
- 詹姆斯·韋斯特法爾，74歲，美國科學家、工程師和天文學家。[39]

### 9日
- 路易士·阿德維斯（Luis Advis），69歲，智利哲學教授和音樂作曲家。[40]
- 厄尼·鮑爾（Ernie Ball），74歲，美國吉他設備製造商。
- 阿列克謝·巴爾卡洛夫，58歲，烏克蘭水球運動員和奧運冠軍。[41]
- 凱特琳·克拉克（Caitlin Clarke），52歲，美國戲劇和電影女演員，卵巢癌。[42]
- 拉爾夫·霍金斯（Ralph Hawkins），69歲，美式橄欖球教練，失智。[43]
- 讓-丹尼爾·波萊特（Jean-Daniel Pollet），68歲，法國電影導演和編劇。[44]

### 10日
- 布洛克·亞當斯（Brock Adams），77歲，美國政治家，帕金森病。[45]
- 侯賽因·巴德雷丁·胡塞（Hussein Badreddin al-Houthi），45歲，葉門伊斯蘭主義者，政治家和軍事領導人，在行動中喪生。
- 尤拉伊·貝內斯，64歲，斯洛伐克作曲家、教師和鋼琴家。[46]
- 倫納德·伯查爾（Leonard Birchall），89歲，加拿大空軍軍官。
- 理查·卡蘭，85歲，美國演員。[47]
- Ken Meuleman，81歲，澳大利亞板球運動員。[48]
- 格林·歐文（Glyn Owen），76歲，英國演員（急診室-霍華德路10號病房），癌症。[49]

### 11日
- 亞歷山大宗主教彼得七世，55歲，亞歷山大希臘東正教宗主教，直升機墜毀。[50]
- Aaron Director，102歲，俄裔美國經濟學家和學者。
- 弗雷德·埃布（Fred Ebb），71歲，美國百老彙作詞家（芝加哥歌舞表演），心臟病發作。 [51]
- 瑪格麗特·凱利（Margaret Kelly），94歲，愛爾蘭舞者，Bluebell Girls的創始人。[52]
- David Mann，64歲，美國平面藝術家。

### 12日
- 馬克斯·阿布拉莫維茨（Max Abramovitz），96歲，美國建築師。[53]
- 艾哈邁德·迪尼·艾哈邁德，72歲，吉布地政治家，總理（1977-1978）。[54]
- 肯尼·巴特雷（Kenny Buttrey），59歲，美國鼓手和編曲家，癌症。[55]
- 傑羅姆·喬多羅夫（Jerome Chodorov），93歲，美國劇作家，《我的妹妹愛琳》。[56]
- 雷·西蒙斯（Ray Simons），91歲，南非共產主義者、反種族隔離活動家和工會會員。
- 傑克·特納（Jack Turner），84歲，美國賽車手。
- 瓦格納博士，68歲，墨西哥職業摔跤手，或盧查多爾，心臟病發作。

### 13日
- 查理·勃蘭特（Charlie Brandt），47歲，美國連環殺手，自殺。
- 比爾·格拉斯科（Bill Glassco），69歲，加拿大戲劇導演和製片人。[57]
- Luis E. Miramontes，79歲，墨西哥化學家。
- 葛籣·普雷斯內爾（Glenn Presnell），99歲，美國橄欖球運動員（底特律雄獅隊）和教練。[58]
- 埃裡克·薩姆斯（Eric Sams），78歲，英國音樂學家和威廉·莎士比亞學者。[59]

### 14日
- 費爾南多·坎波斯（Fernando Campos），80歲，智利足球中場。
- 達喀爾，83歲，秘魯演員。
- 罗塔·奥诺里奥（Rota Onorio），84歲，基裡巴斯政治家。
- 理查·皮爾斯（Richard Pierce），86歲，美國歷史學家和學者。[60]
- Giuni Russo，53歲，義大利歌手，癌症。
- 約翰·西摩（John Seymour），90歲，英國作家和自給自足的宣導者。[61]
- Ove Sprogøe，84歲，丹麥演員。[62]
- 宅間守，40歲，日本大屠殺犯（附屬池田小學事件），被處決。[63]

### 15日
- 唐納德·布羅茨曼（Donald G. Brotzman），82歲，美國政治家。[64]
- 伯納德·格裡布爾（Bernard Gribble），77歲，英國電影剪輯師（《絕密》、《死亡願望》、《小醜》）。
- 約翰尼·雷蒙（Johnny Ramone），55歲，美國吉他手（The Ramones），前列腺癌。[65]
- 沃爾特·斯圖爾特（Walter Stewart），73歲，加拿大作家、編輯和新聞教育家，癌症。[66]
- 达乌达·马拉姆·旺凯，58歲，尼日爾軍事和政治領導人。
- 奧斯汀·赫伯特·伍裡奇（Austin Herbert Woolrych），86歲，英國歷史學家。[67]

### 16日
- 佛吉尼亞·漢密爾頓·阿代爾（Virginia Hamilton Adair），91歲，美國詩人。[68]
- 伊佐拉·阿姆斯特德（Izora Armstead），62歲，美國歌手，The Weather Girls的兩名成員之一，心力衰竭。[69]
- 邁克爾·多納希（Michael Donaghy），50歲，美國詩人和音樂家，腦出血。
- 拉蒙·加比隆多（Ramón Gabilondo），91歲，西班牙足球運動員和經理。
- 克勞德·耶格爾（Claude Jaeger），87歲，瑞士人，法國電影製片人和演員。[70]
- 利維奧·邁坦（Livio Maitan），81歲，義大利托洛茨基主義者，第四國際領導人。[71]
- 喬瓦尼·拉博尼（Giovanni Raboni），72歲，義大利詩人、翻譯家和文學評論家。[72]
- 多莉·拉特貝（Dolly Rathebe），76歲，南非歌手和演員（Jim Comes To Jo'burg），中風。[73]

### 17日
- 87歲的英國醫生凱薩琳娜·道爾頓（Katharina Dalton）是經前應激綜合征研究的先驅。[74]
- Evi Rauer，88歲，愛沙尼亞女演員和電視導演。[75]
- H. S. Rawail，83歲，印度電影製片人。
- 加林娜·魯緬采娃（Galina Rumiantseva），77歲，俄羅斯蘇聯畫家和平面藝術家。
- Sudheer，印度演員。

### 18日
- 吉姆·巴內特（Jim Barnett），80歲，美國職業摔跤推廣人和執行官，肺炎。[76]
- 諾曼·康托爾（Norman Cantor），74歲，加拿大裔美國中世紀學者。[77]
- 藤田喬平，83歲，日本玻璃藝術家。
- 拉斯·邁耶（Russ Meyer），82歲，美國電影製片人，肺炎。[78]
- 馬文·米切爾森（Marvin Mitchelson），76歲，美國離婚律師，癌症。[79]
- 克拉拉·鲁米扬诺娃（Klara Rumyanova），74歲，蘇聯和俄羅斯女演員和配音演員，乳腺癌。

### 19日
- 埃迪·亞當斯（Eddie Adams），71歲，美國攝影記者，ALS。
- 阿爾帕德·鮑格胥（Árpád Bogsch），85歲，匈牙利裔美國國際公務員。
- 斯坦利·克拉克（Stanley Clarke），71歲，英國商人和慈善家，結直腸癌。[80]
- 斯基特·大衛斯（Skeeter Davis），73歲，美國鄉村音樂歌手，乳腺癌。[81]
- 安娜貝拉·因孔特雷拉（Annabella Incontrera），61歲，義大利電影和電視女演員。
- Waldren “Frog” Joseph，86歲，美國爵士長號演奏家。[82]
- 達馬揚蒂·喬希（Damayanti Joshi），76歲，印度卡塔克舞者。
- 羅伯特·勞倫斯（Robert Lawrence），90歲，加拿大電影剪輯師。[83]
- Ryhor Reles，91歲，白俄羅斯意第緒語作家。
- Derald Ruttenberg，88歲，美國投資者和實業家。[84]
- 肯尼斯·桑德福德（Kenneth Sandford），80歲，英國歌手和演員。[85]
- Line Østvold，25歲，挪威單板滑雪運動員，單板滑雪事故。[86]

### 20日
- 布莱恩·克拉夫（Brian Clough），69歲，英國足球運動員，教練兼經理，胃癌。
- 薩利爾·杜塔（Salil Dutta），72歲，印度孟加拉文導演、編劇和演員。
- Pat Hanly，72歲，紐西蘭畫家，亨廷頓舞蹈症。[87]
- Townsend Hoopes，82歲，美國歷史學家和政府官員，黑色素瘤。[88]
- Štěpánka Mertová，73歲，捷克奧運鐵餅運動員。[89]
- Kalmer Tennosaar，75歲，愛沙尼亞歌手和電視記者。

### 21日
- 艾倫·博蒙特（Alan Beaumont），69歲，澳大利亞海軍上將，澳大利亞國防軍總司令。
- 傑克·亨斯利（Jack Hensley），48歲，美國民用承包商，在伊拉克被穆斯林恐怖分子斬首。[90]
- 鲍勃·梅森（Bob Mason），53歲，英國演員和作家，食道癌。[91]
- 現年90歲的加拿大裔美國化學家大衛·鮑爾（David Pall）發明瞭用於輸血、阿爾茨海默病的複雜篩檢程式。[92]
- 拉裡·菲力浦斯（Larry Phillips），62歲，美國賽車手。[93]

### 22日
- 愛德華·拉拉比·巴恩斯（Edward Larrabee Barnes），89歲，美國建築師。[94]
- Cy Block，85歲，美國棒球運動員（芝加哥小熊隊），阿爾茨海默病。[95]
- 溫斯頓·塞納克（Winston Cenac），79歲，聖盧西亞公務員和政治家。
- Big Boss Man，42歲，美國職業摔跤手，被稱為“Big Boss Man”，心臟病發作。
- 彼特·舍寧（Pete Schoening），77歲，美國登山家，癌症。[96]
- 亞歷克斯·韋曼（Alex Wayman），83歲，美國藏學家和印度學家。[97]

### 23日
- 布莱斯·德维特（Bryce DeWitt），81歲，美國理論物理學家，胰腺癌。[98]
- 羅伊·德魯斯基（Roy Drusky），74歲，美國鄉村音樂歌手和Grand Ole Opry明星，肺癌。[99]
- 安德列·黑茲（André Hazes），53歲，荷蘭民謠歌手，心力衰竭。[100]
- 露西爾·萊爾（Lucille Lisle），96歲，澳大利亞女演員。
- 多米尼克·蒙特塞拉特（Dominic Montserrat），40歲，英國埃及學家和紙草學家。[101]
- 奈傑爾·尼科爾森（Nigel Nicolson），89歲，英國政治家。[102]
- 布倫特·奧蘭（Bülent Oran），80歲，土耳其編劇和演員。[103]
- 比利·雷伊（Billy Reay），86歲，加拿大冰球運動員和教練（芝加哥黑鷹隊），肝癌。[104]
- 瑪格麗特·斯隆-亨特（Margaret Sloan-Hunter），57歲，美國女權主義者和民權宣導者。[105]
- Dido Sotiriou，95歲，希臘小說家、記者和劇作家，肺炎。

### 24日
- 蒂姆·喬特（Tim Choate），49歲，美國演員（《巴比倫5》），摩托車事故。[106]
- 拉賈·拉曼納（Raja Ramanna），79歲，印度核科學家，印度核計劃之父。[107]
- 弗朗索瓦丝·萨冈（Françoise Sagan），69歲，法國小說家和劇作家，肺栓塞。[108]
- 羅曼·採波夫（Roman Tsepov），42歲，俄羅斯商人、弗拉基米爾·普京（Vladimir Putin）的知己，中毒，故意中毒。
- 羅恩·威利（Ron Willey），74歲，澳大利亞橄欖球運動員和教練。

### 25日
- 马承源，76歲，中國考古學家，上海博物館館長，自殺。
- 邁克爾·大衛斯（Michael Davies），68歲，英國羅馬天主教作家，癌症。[109]
- 奈傑爾·大衛斯（Nigel Davies），84歲，英國人類學家和歷史學家。[110]
- 現年79歲的美國實業家和慈善家馬文·大衛斯（Marvin Davis）擁有二十世紀福克斯（Twentieth Century Fox）和圓石灘（Pebble Beach）。[111]
- Alain Glavieux，55歲，法國數學家和資訊技術先驅。[112]
- 海因茨·君特·古德里安（Heinz Günther Guderian），90歲，二戰後德國國防軍軍官和德國聯邦國防軍將軍。
- 羅伯特·詹姆斯（Robert C. James），86歲，美國數學家。
- 阿倫·科拉特卡（Arun Kolatkar），71歲，印度詩人。[113]
- 喬治·莫澤（Giorgio Moser），80歲，義大利電影導演和編劇。

### 26日
- 維克多·克魯茲，46歲，多明尼加棒球運動員（多倫多藍鳥隊、克利夫蘭印第安人隊、匹茲堡海盜隊、德克薩斯遊騎兵隊），肝臟問題。[114]
- 阿姆賈德·法魯奇，32歲，巴基斯坦恐怖分子，據稱是基地組織成員，被巴基斯坦安全部隊殺害。[115]
- Einar Førde，61歲，挪威記者和工黨政治家，癌症。
- 納蒂克·哈希姆（Natik Hashim），44歲，伊拉克足球中場，心臟病發作。[116]
- Marianna Komlos，35歲，加拿大健美運動員、健身模特和職業摔跤手，乳腺癌患者。[117]

### 27日
- 阿曼達·克勞（Amanda Crowe），76歲，美國切諾基木雕家和教育家。[118]
- Shobha Gurtu，79歲，印度歌手。[119]
- 約翰·愛德華·麥克（John Edward Mack），74歲，美國精神病學家和作家，被醉酒司機殺害。[120]
- 路易士·薩特菲爾德（Louis Satterfield），67歲，美國貝斯和長號演奏家。
- 維托里奧·穆西蒂（Vittorio Sentimenti），86歲，義大利足球運動員。[121]
- 迪克·斯滕伯格（Dick Stenberg），83歲，瑞典空軍中將。
- 伯納德·斯利徹·范·巴斯（Bernard Slicher van Bath），94歲，荷蘭社會歷史學家。[122]
- 蔡萬霖，80歲，台灣億萬富翁商人，心血管疾病。[123]

### 28日
- 西婭·阿爾塔拉斯（Thea Altaras），80歲，克羅埃西亞裔德國建築師。
- 路易吉·阿梅裡奧（Luigi Amerio），92歲，義大利電氣工程師和數學家。
- 莫爾克·拉吉·阿南德（Mulk Raj Anand），98歲，印度作家，肺炎。[124]
- 傑弗里·比恩（Geoffrey Beene），77歲，美國時裝設計師，肺炎。[125]
- 克丽斯特尔·克兰茨，90歲，德國高山滑雪運動員。[126]
- Geo Dumitrescu，84歲，羅馬尼亞詩人和翻譯家。
- 威利斯·霍金斯（Willis Hawkins），90歲，美國航空工程師兼董事（洛克希德公司）。[127]
- 斯科特·穆尼（Scott Muni），74歲，美國廣播唱片騎師。[128]
- 維克多·羅佐夫（Viktor Rozov），91歲，蘇聯和俄羅斯戲劇家和編劇。[129]
- J. H. van Lint，72歲，荷蘭數學家、教授和大學校長。

### 29日
- 巴拉馬尼·阿瑪（Balamani Amma），95歲，印度詩人，阿爾茨海默病。
- 恩斯特·范德博格爾（Ernst van der Beugel），86歲，荷蘭經濟學家、商人、外交官和政治家。
- FannyAnn Eddy，30歲，塞拉利昂LGBT活動家，殺人案。[130]
- 克裡斯托弗·漢考克（Christopher Hancock），76歲，英國電視和戲劇演員，心臟病發作。
- 大衛·傑克遜（David Jackson），49歲，紐西蘭拳擊手。[131]
- 克裡斯特·佩特森（Christer Pettersson），57歲，瑞典罪犯，涉嫌謀殺總理奧洛夫·帕爾梅（Olof Palme），腦溢血。
- 理查·塞恩克特（Richard Sainct），34歲，法國拉力摩托車手，賽車事故。[132]
- Thure von Uexküll，96歲，德國心身醫學和生物符號學學者。
- 海因茨·沃爾伯格（Heinz Wallberg），81歲，德國指揮家。[133]
- Antje Weisgerber，82歲，德國影視女演員，演員Horst Caspar的妻子。[134]
- 西蒙·溫塞爾伯格（又名 S. Bar David），80歲，美國電視編劇。[135]
- 派翠克·沃莫爾德（Patrick Wormald），57歲，英國歷史學家。

### 30日
- 伊莎貝爾·弗萊雷·德·馬托斯，89歲，波多黎各作家、教育家和記者。
- 加米尼·豐塞卡（Gamini Fonseka），68歲，斯裡蘭卡演員和政治家，心臟病發作。
- 雅克·利維（Jacques Levy），69歲，美國詞曲作者、戲劇導演和臨床心理學家。[136]
- 馬蒂亞斯·馬蒂斯（Mathias Matthies），93歲，德國藝術總監。
- 米尔德丽德·麦克丹尼尔（Mildred McDaniel），70歲，美國跳高運動員和奧運冠軍，癌症。
- 威廉·奧爾特曼斯（Willem Oltmans），79歲，荷蘭調查記者和作家，癌症。[137]
- 邁克爾·雷爾夫（Michael Relph），89歲，英國電影製片人、藝術總監和電影導演（憑藉《薩拉班德》獲得奧斯卡最佳製作設計獎提名）。[138]
- 希瓦吉，47歲，印度演員。
- 賈斯汀·斯特澤爾奇克（Justin Strzelczyk），36歲，美國橄欖球運動員（匹茲堡鋼人隊），在帶領員警追捕時發生車禍。[139]
- 伊格內修斯·沃爾芬頓（Ignatius Wolfington），84歲，美國角色演員。[140]